# Filo a piombo
Il filo a piombo, detto anche piombino, è uno strumento utilizzato soprattutto in edilizia per determinare la direzione verticale rispetto ad un determinato punto.
È costituito da un filo flessibile, in genere di canapa ritorta o treccia di nylon, con ad una estremità una massa, in genere un cilindro o una sfera di acciaio o di ottone, appuntito verso il basso. Tenendo il filo per l'altra estremità questo, teso dal peso della massa, si dispone esattamente secondo la linea verticale. Traguardando l'oggetto da mettere a piombo attraverso il filo se ne può verificare e correggere la verticalità.
Si noti che il filo non punta necessariamente verso il centro geometrico della Terra, né verso il baricentro, ma si dispone ortogonalmente alla superficie equipotenziale del campo gravitazionale terrestre nel punto dove viene effettuata la misura. Veniva usato anche dai pittori per il disegno dal vero. Come simbolo viene utilizzato in Massoneria per indicare l'equilibrio interiore e la ricerca spirituale. Già nell'antico Egitto veniva utilizzato per la costruzione di templi, piramidi e palazzi.

## Filo a piombo laser
Oggi si utilizzano i fili a piombo laser, dispositivi elettronici con il puntamento a laser che presentano vantaggi di rapidità e praticità e che non richiedono l'uso di filo flessibile.

## Perpendicolo
Il Perpendicolo, simile al filo a piombo, era un accessorio per strumenti da miniera formato generalmente da un piccolo cilindro aperto munito al centro di filo a piombo.

## Galleria d'immagini

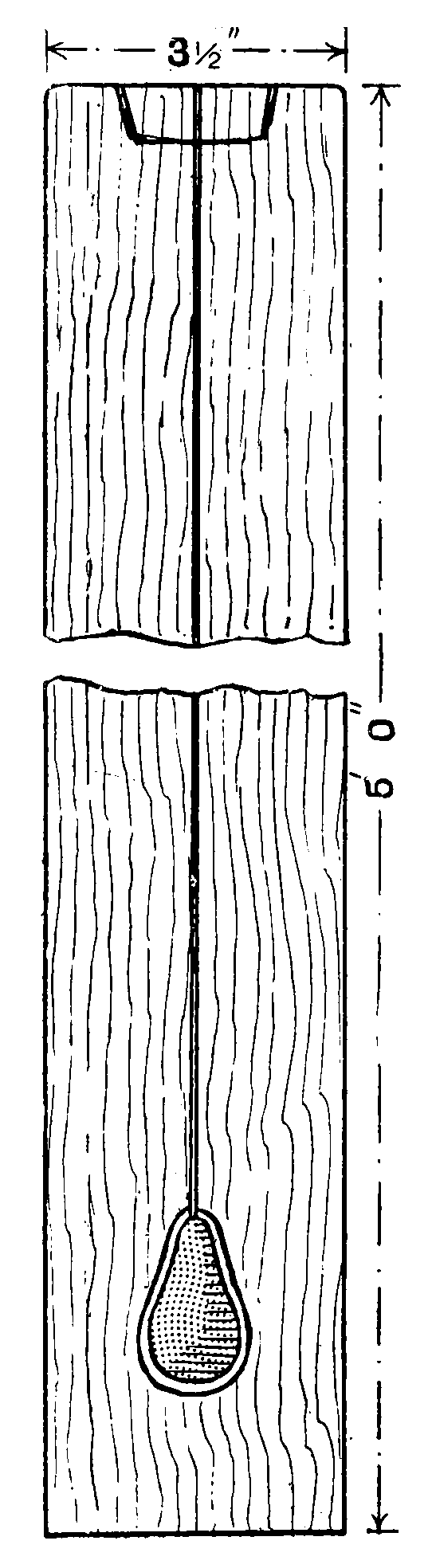
Disegno di filo a piombo di una volta
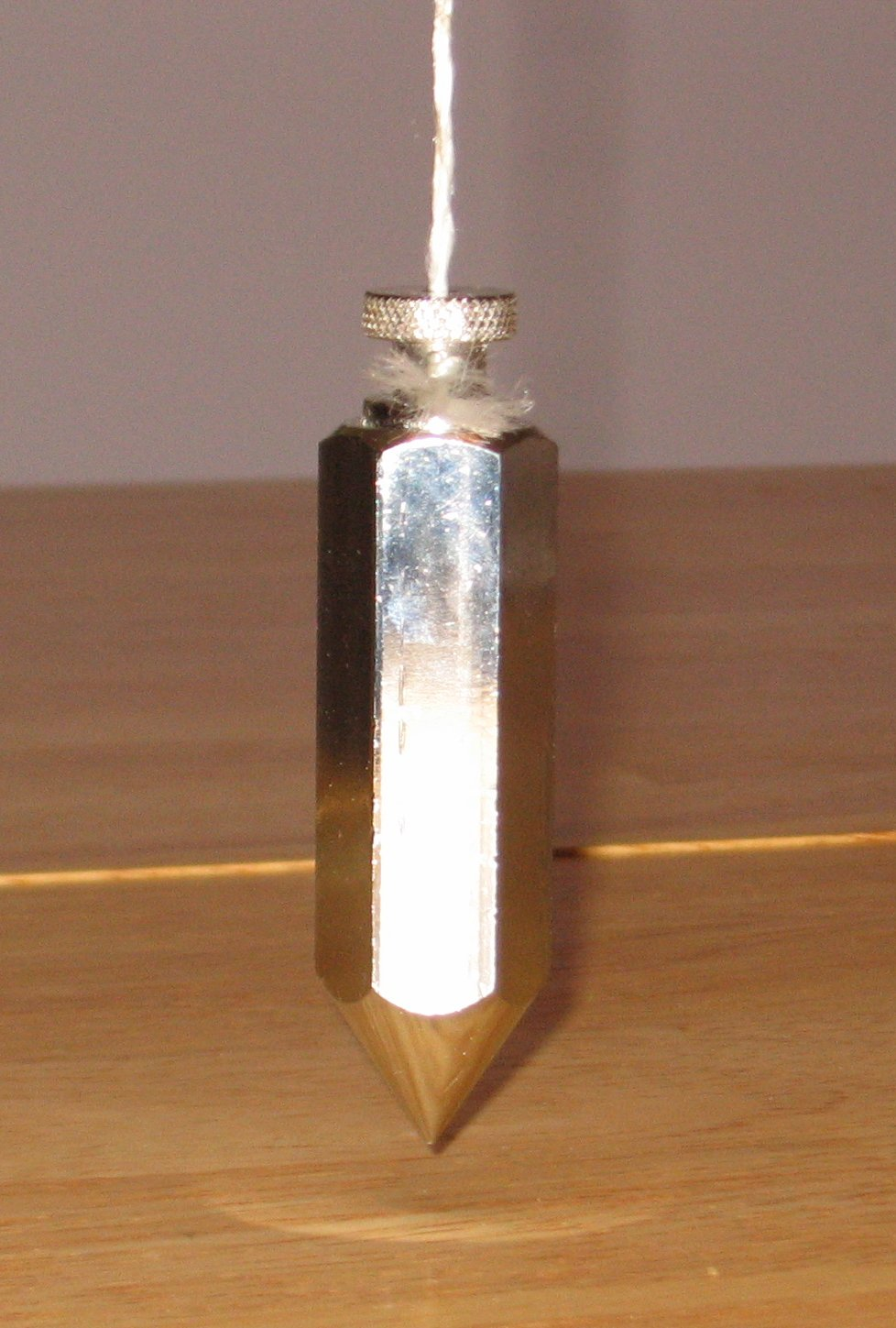
Esempio di filo a piombo
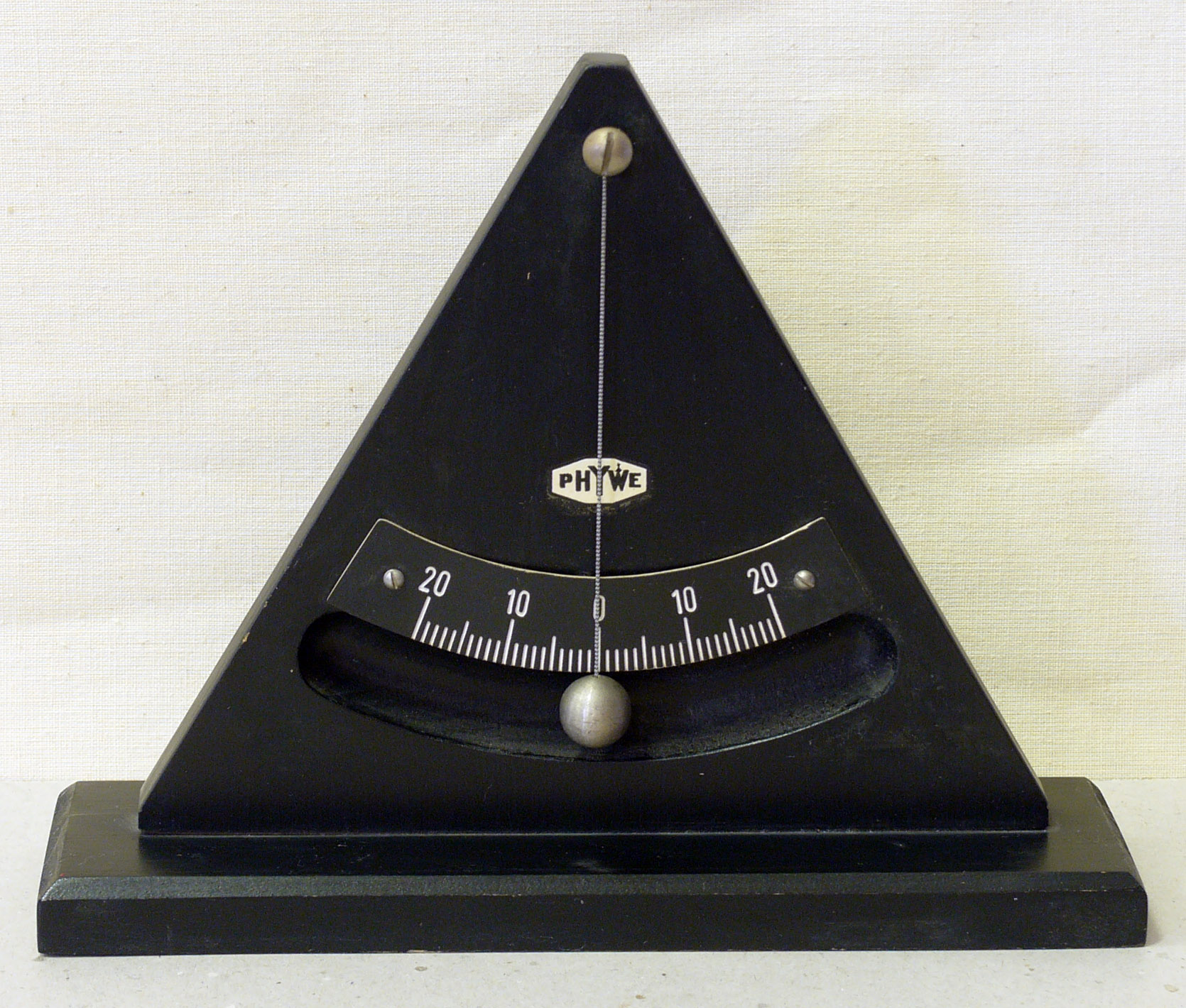
Filo a piombo di laboratorio
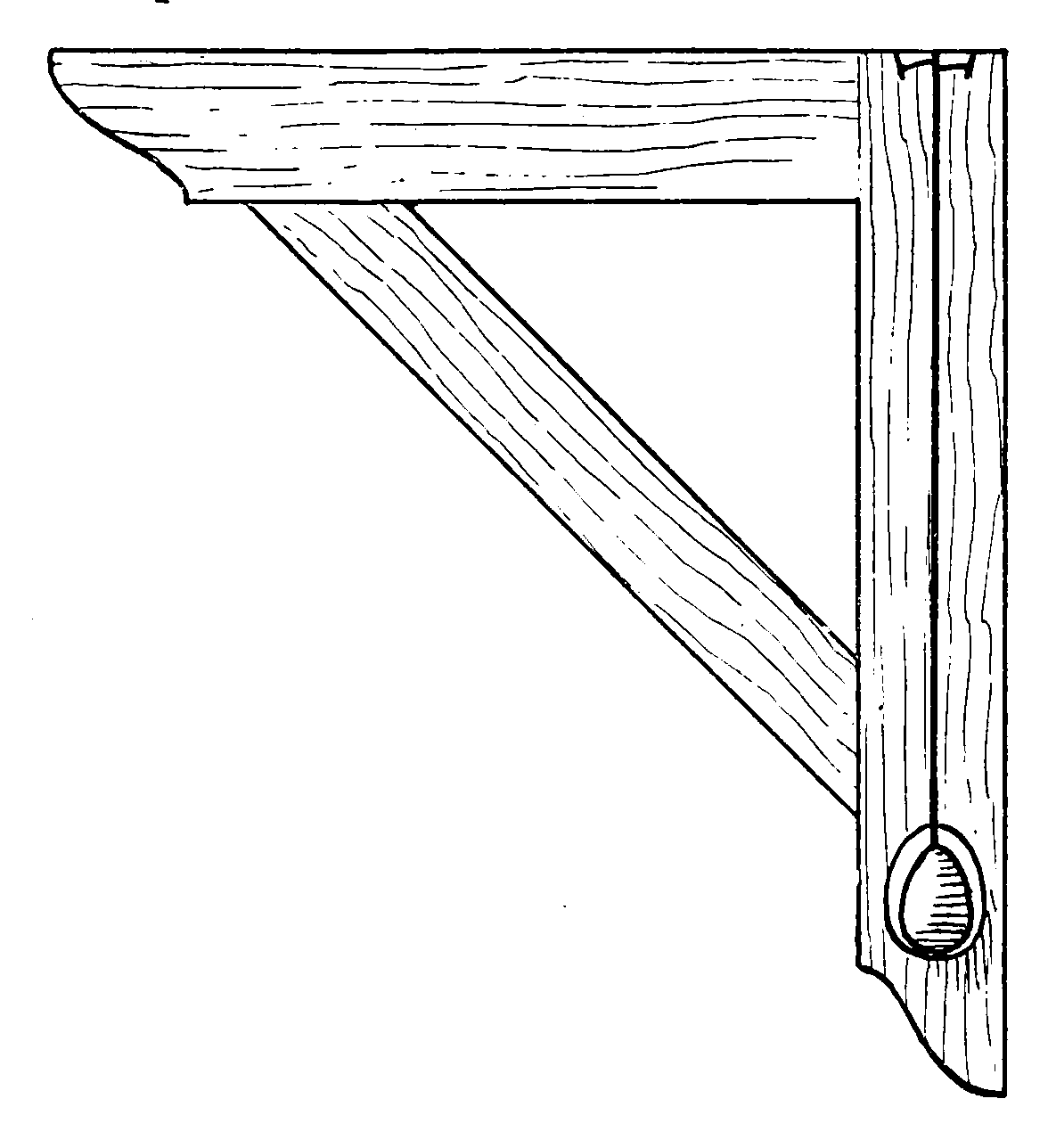

 Disegno di filo a piombo